# Lolol
Lolol es una comuna de Chile de la provincia de Colchagua, en la Región del Libertador General Bernardo O'Higgins, en la zona central de Chile.
Integra junto con las comunas de Placilla, Pichilemu, Chépica, Santa Cruz, Pumanque, Palmilla, Peralillo, Navidad, Nancagua, Litueche, La Estrella, Marchigüe y Paredones el distrito electoral N° 35 y pertenece a la 9.ª circunscripción senatorial (O'Higgins).

## Historia
Lolol viene del mapudungun y significa 'tierra de cangrejos y de hoyos'.
Junto con la colonización, en el siglo XVII, se crean las primeras estancias en el Valle, que correspondían a grandes extensiones de tierra que el Rey de España entregaba a sus más distinguidos oficiales. Entre ellas, las tierras de Colchagua eran las más codiciadas por su clima, ideal para la agricultura y ganadería.
Estas tierras fueron el escenario donde se fraguó la República de Chile. En 1810, finalmente Chile se independiza de España. Desde entonces, las familias más tradicionales del país adquieren tierras en este valle, y construyen maravillosas mansiones, que hoy en día forman parte de la oferta turística de la zona.
Un ejemplo de ello fueron las haciendas, donde las más importantes del siglo XIX y gran parte del siglo XX fueron la Hacienda Lolol y la Hacienda Santa Teresa de Quiahue, esta última ubicada al sur poniente de Lolol.
En el año 2003 Lolol fue declarado Monumento Nacional en categoría de Zona Típica y Pintoresca de Chile, debido a la conservación de su hermosa arquitectura colonial, por su cultura y tradiciones.

## Medio ambiente

### Geografía

Trazado simplificado de los ecosistemas y cuerpos de agua presentes en la comuna de Lolol.

La comuna de Lolol se encuentra emplazada en las unidades geomorfológicas de Llanos de sedimentación fluvial o aluvional y Cordillera de la costa; y presenta según la clasificación climática de Köppen clima mediterráneo de lluvia invernal (Csb). Esta además se halla entre las cuencas hidrográficas de Costeras entre límite de la región del Maule y río Mataquito, Costeras del río Rapel y Estero Nilahue, río Mataquito y río Rapel. Además, la comuna posee diversos cuerpos de agua, entre los que se destacan el estero Las Ovejas y la quebrada El Molino.

### Componentes bióticos
Dentro del territorio de la comuna se pueden hallar los siguientes ecosistemas:
- Bosque esclerófilo mediterráneo costero donde predominan Lithrea caustica y Azara integrifolia (En peligro crítico)
- Bosque esclerófilo mediterráneo interior donde predominan Lithrea caustica y Peumus boldus (En peligro)

### Medidas de protección ambiental y conflictos socioambientales
Hasta 2022, la comuna de Lolol cuenta con las siguientes zonas que poseen algún nivel de protección ambiental:
- AAVC Bosque Esclerófilo De Lolol (Iniciativa de Conservación Privada)[11]
- AAVC Palmas De Hualañé (Iniciativa de Conservación Privada)[12]
- Altos de Lolol y Chépica (Sitios ERB)[13]
- Rinconada de Yaquil (Sitios ERB)[14]

## Demografía
La comuna de Lolol abarca una superficie de 597 km² y una población de 6191 habitantes (INE 2002), correspondientes a un 0,0079 % de la población total de la región y una densidad de 10,4 hab/km². Del total de la población, 2956 son mujeres y 3235 son hombres. Un 65,79 % corresponde a población rural y un 34,21% a población urbana.

## Administración

### Municipalidad
La Ilustre Municipalidad de Lolol es dirigida por el alcalde José Román Chávez.
La ciudad es representada ante el Consejo Regional por los consejeros Carla Morales Maldonado (RN), Pablo Larenas Caro (DC), Gerardo Contreras Jorquera (RN), Luis Silva Sánchez (Ind. UDI).

### Representación parlamentaria
Lolol pertenece al distrito electoral N.º 16 y a la 8.ª circunscripción senatorial (O'Higgins). Es representada en la Cámara de Diputados del Congreso Nacional por los diputados Alejandra Sepúlveda Orbenes del FREVS, Ramón Barros Montero de la UDI, Cosme Mellado Pino del PR y Virginia Troncoso Hellman de la UDI. A su vez, es representada en el Senado por los senadores Juan Pablo Letelier Morel del PS y Alejandro García-Huidobro Sanfuentes de la UDI.

## Economía
En 2018, la cantidad de empresas registradas en Lolol fue de 206. El Índice de Complejidad Económica (ECI) en el mismo año fue de -0,59, mientras que las actividades económicas con mayor índice de Ventaja Comparativa Revelada (RCA) fueron Producción de Semillas de Cereales, Legumbres y Oleaginosas (253,46), Cultivo de otras Oleaginosas (205,01) y Cosecha, Poda, Amarre y Labores de Adecuación de Plantas (132,38).

### Turismo

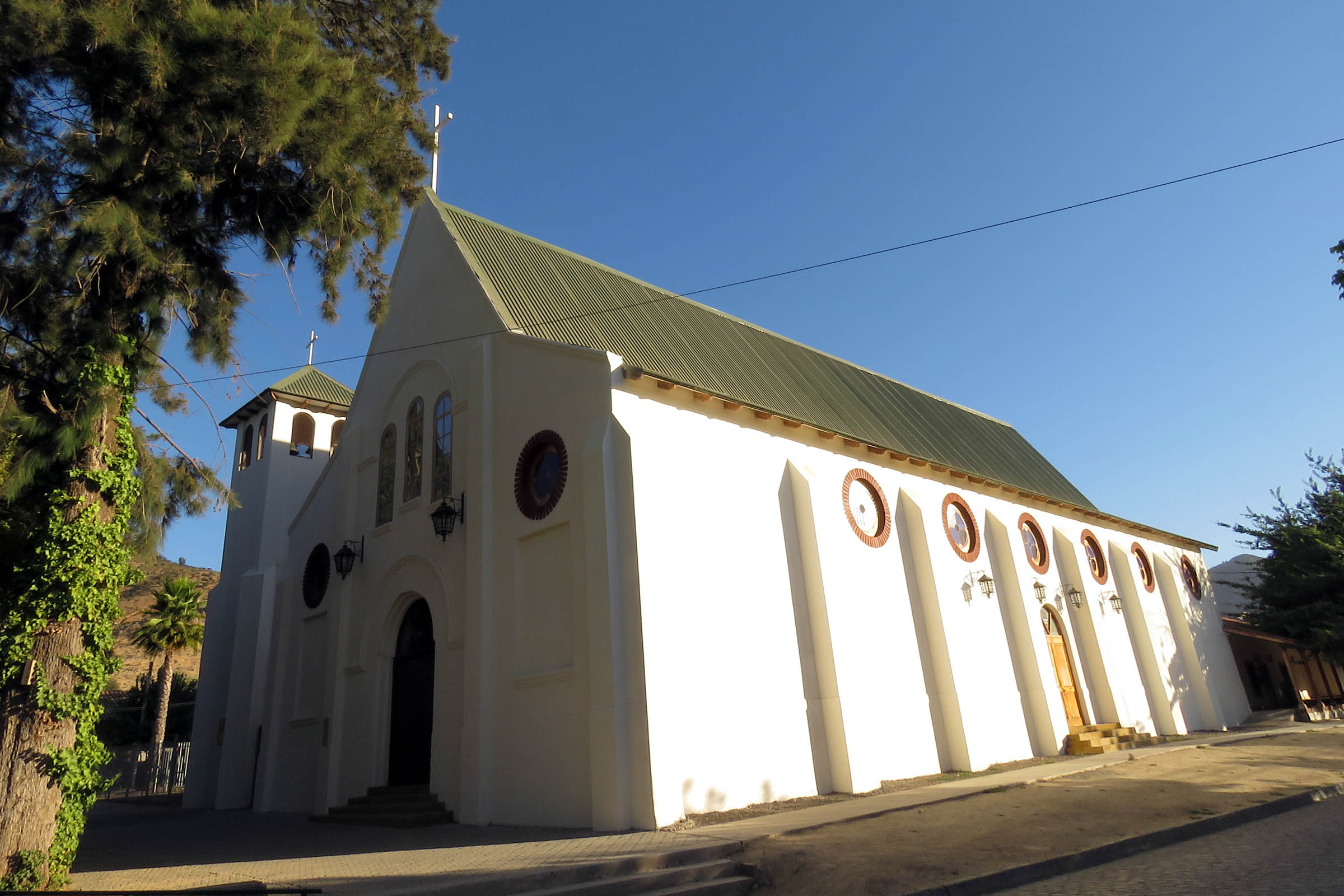
Iglesia de la Santísima Natividad de la Virgen de la Merced

Entre lo más destacable del pueblo se encuentra el centro histórico, en donde se encuentra emplazada la iglesia de la Santísima Natividad de la Virgen de la Merced: su altar cuenta con un peculiar cuadro del pintor colchaguino Alberto Valenzuela Llanos -puesto que la gran mayoría de sus obras eran paisajes- siendo la obra de la iglesia un retrato de la aparición de la Virgen de las Mercedes al rey Jaime I de España.
Lolol es conocida como "tierra huasa", ya que en ella se realizan diversos eventos tradicionales como rodeos, trillas a yegua suelta, carreras a la chilena, etc. En la medialuna, además de rodeos, se realizan masivos eventos gracias a su capacidad de público. También se realizan fiestas costumbristas como muestras gastronómicas y de carruajes.

## Cultura

### Actividades
La «semana lololina» se lleva a cabo durante el mes de febrero en el pueblo de Lolol. En la actualidad, esta semana ha perdido mucho de sus días representativos como lo es el Festival de la Voz, Noche de actuación, entre otros, carros alegóricos, etc.
Cada año, en el mes de octubre, se realiza el Encuentro Interregional de Motociclista por la tradicional ruta Lolol-Pichilemu, la cual reúne a los amantes de las motocicletas de la zona centro sur del país.

## Lugares de interés

### Santa Teresa de Quiahue

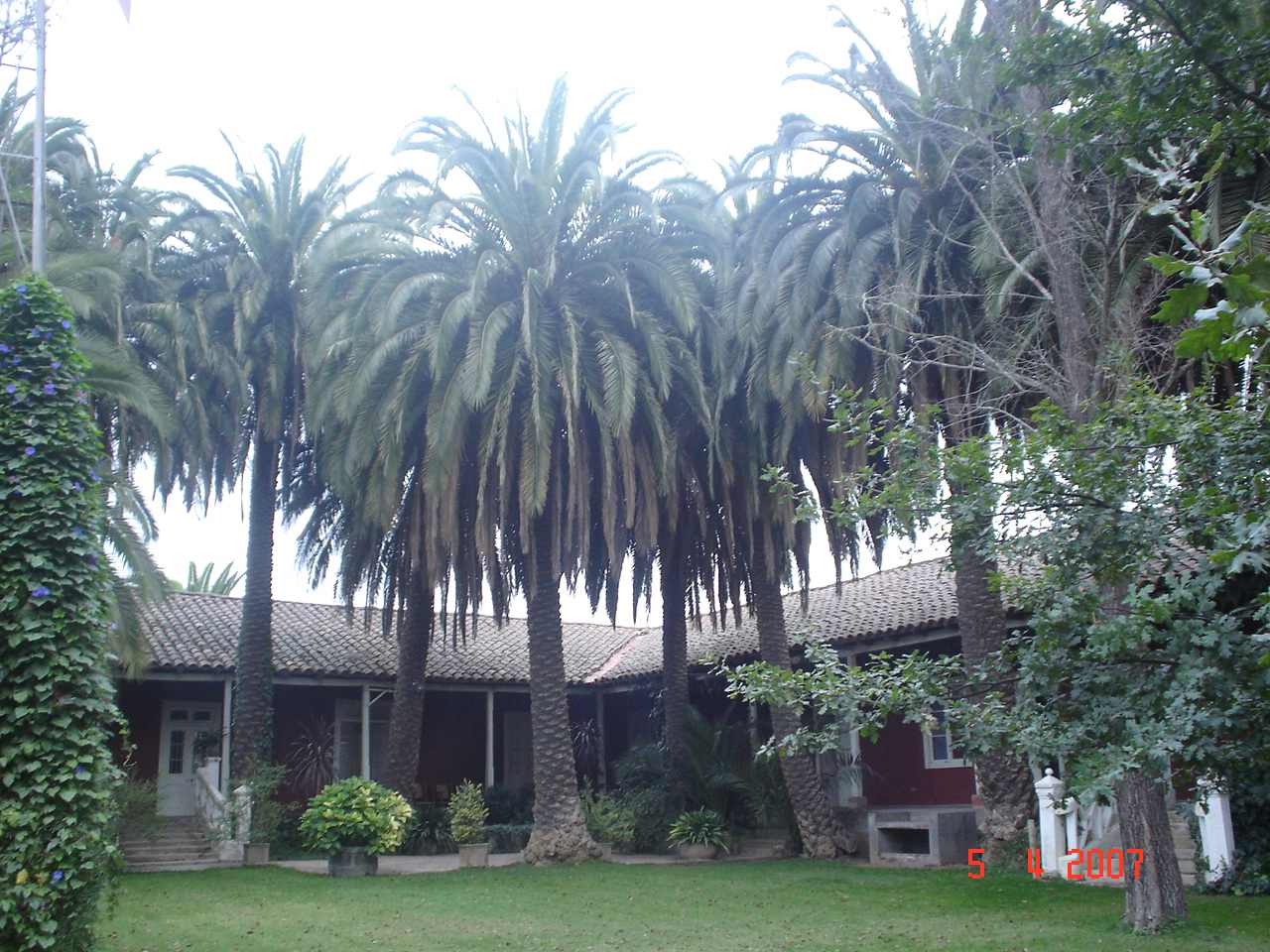
Santa Teresa de Quiahue

El sector Santa Teresa de Quiahue está ubicado al sur poniente de Lolol, casi en el límite con la Región del Maule. Su principal producción estaba basada en el cultivo de trigo y de uva vinífera, y en la crianza de ovejas. Se destacan en ella especialmente su hermosa casa patronal, perteneciente a Tomás Correa Hogg, nieto  don Aliro Correa Fuenzalida, quién fue su propietario desde fines del siglo XIX, con el diseño típico de la casa colonial chilena, de amplios corredores, que en este caso están en altura debido a las continuas inundaciones causadas por el Estero Quiahue a principios del siglo XX. Esta clásica hacienda del campo chileno se ha mantenido hasta el día de hoy en poder de la familia de don Aliro Correa, siendo un referente de las culturas y tradiciones de la zona. El sector antiguo de la casa sufrió graves daños debido al terremoto del 27 de febrero de 2010, pero actualmente la casa esta completamente reparada, conservando sus tradicionales muros de adobes de siempre.

### Hacienda de Lolol
La Hacienda Lolol está ubicada a 75 km de San Fernando y a 25 km de Santa Cruz (Ruta I-72). Comprende terrenos para agricultura y ganado, un embalse de diez kilómetros de extensión donde es habitual la pesca de pejerreyes, conocido como el "Tranque de Lolol" y un monumento cercano al embalse de cuatro metros de altura erigido a San Isidro.
Dedicada al turismo, los visitantes pueden visitar el lugar con cabalgatas a caballo, y una visita a las casas patronales con almuerzos de comidas típicas chilenas, acompañados por vinos del valle de Colchagua.

## Medios de comunicación
La localidad cuenta con dos radio emisoras de carácter local y una en red desde San Fernando. Algunos medios regionales y nacionales, tanto radiales como televisivos, tienen cobertura en la zona.
- 88.3 MHz Radio Fusión
- 90.1 MHz RTL
- 104.7 MHz Radio Alegría (emisora municipal)